# Moeganvlakte
De Moeganvlakte ( Azerbeidzjaans: Muğan düzü, Perzisch: دشت مغان, Dasht-i Mughān) is een vlakte die zich uitstrekt van het noordwesten van Iran tot het zuidelijke deel van de Republiek Azerbeidzjan. Ze is gelegen aan de oever van de Aras, en maakt deel uit van de Koera-Arasvlakte. Een derde van de vlakte ligt in Iran en de rest in Azerbeidzjan.
De grond van de ongeveer honderdduizend hectare grote vlakte is zeer vruchtbaar, en een rijke weide voor paarden, kamelen en vooral schapen. De Shahsavan-nomaden gebruiken de vlakte in de winter als weiland voor het moeganischaap. Het gebied wordt doorkruist door een dicht netwerk van irrigatiekanalen die katoenteelt mogelijk maken.

## Geschiedenis

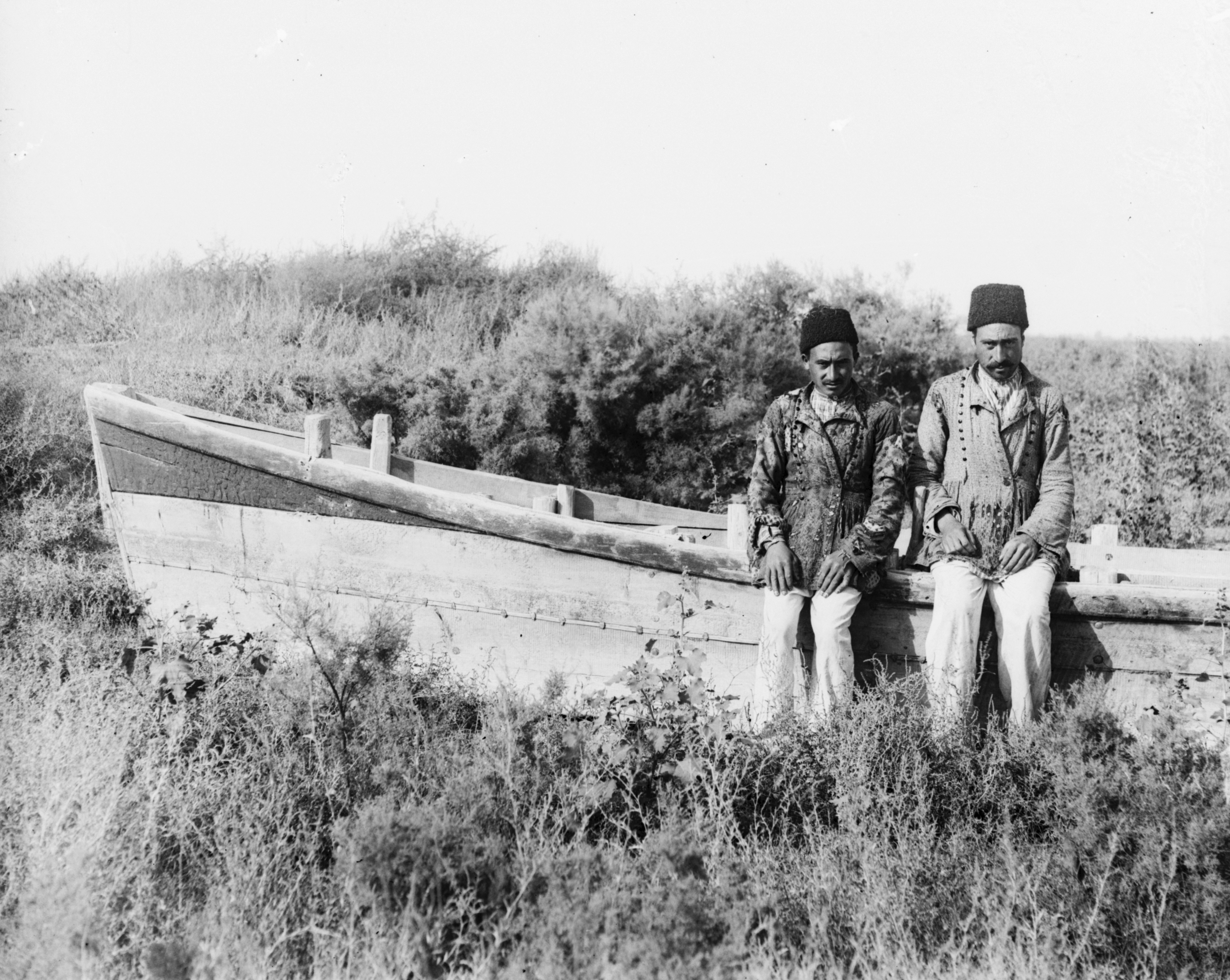
"Perzische Tataren" nabij Saatly (ca. 1905-15)

De site van Alikomektepe, daterend uit c. 5000 voor Christus, is gelegen in de Moeganvlakte en beslaat een oppervlakte van meer dan een hectare. De vroege niveaus behoorden tot de Sjoelaveri-Sjomoecultuur.
Moegan was een provincie van het Abbasiden-kalifaat, in het huidige Iraanse Azerbeidzjan.
In 1468 trok de Timoeriden-heerser Abu Sa'id Mirza naar Azerbeidzjan tegen de Turkmenen. Door de harde winter werd zijn leger afgesneden van de bevoorradingslijnen en uiteindelijk verslagen in de Moeganvlakte.
Het district Moegan was een van de administratieve afdelingen van het kanaat Shirvan.
Na 1820 werd het kanaat Shirvan veroverd door het Russische rijk.
- Gemeinsame Normdatei: 4357157-8